# Song Seung-min
Đây là một tên người Triều Tiên, họ là Song.
Song Seung-min (tiếng Hàn: 송승민; sinh ngày 11 tháng 1 năm 1992) là một cầu thủ bóng đá Hàn Quốc thi đấu ở vị trí tiền đạo cho Pohang Steelers.

## Sự nghiệp
Anh được lựa chọn bởi Gwangju FC ở đợt tuyển quân K League 2014.